# Francesco Lorenzo Brancati de Lauria
Lorenzo Brancati (Lauria, 10 de abril de 1612 - Roma, 30 de novembro de 1693) foi um cardeal do século XVII

## Biografia
Nasceu em Lauria em 10 de abril de 1612. De uma família nobre, mas não muito rica. Filho de Marcello Brancati e Dorotea Serubbi. Batizado com o nome de Giovanni Francesco. Seu sobrenome também está listado como Brancati di Lauria; e como Brancati de Laurea.
Em Lauria, o Advogado Aquilante Vitale, que abandonara a advocacia, ensinou-lhe a gramática, a doutrina cristã, a forma prática de fazer a oração mental e uma particular devoção à Bem-aventurada Virgem Maria. Entrou no estado eclesiástico, contra a vontade dos pais por ser o filho mais velho, recebeu a tonsura clerical em 1628 do bispo de Policastro, e foi destinado à igreja de S. Giacopo naquela diocese. Em 1629, ele foi acometido por uma doença perigosa e fez um voto de que, se ele se recuperasse, entraria na Ordem dos Frades Menores Conventuais. Ingressou na ordem no convento de Nola, com a ajuda de um primo de sua mãe, padre Giovanni F. Serubbi, OFMConv.; não pôde entrar no noviciado por causa de uma proibição do governo que impedia todas as ordens religiosas de acolher novos membros; voltou temporariamente para a casa paterna e passou por um período de crise espiritual, impondo o hábito franciscano também por sugestão de parentes; em abril de 1630, fugiu de Lauria para voltar definitivamente ao convento; em maio, foi admitido no noviciado de Lecce, onde estudou Lógica sob a orientação do padre Antonio da Lecce; e em 7 de julho de 1631 fez seus votos solenes e mudou seu nome para Lorenzo; depois, em 1632, foi enviado para Rutigliano, onde estudou física; e depois, 1633 a 1634, para Bari, onde estudou filosofia sob a orientação do padre jesuíta Vincent Colella; foi chamado a Roma pelo vigário geral da ordem para estudar teologia. Chegou a Roma em 1634, depois de receber o subdiaconato em Bitetto; por causa de seus talentos incomuns,Collegio di S. Bonaventura , que superou em maio de 1635; lá, ele estudou sob a orientação do Padre Mestre Geral FA Biondi de San Severino, um douto estudioso da Escolástica.
Ordenado, 17 de maio de 1636, basílica patriarcal de Latrão, Roma, por Giovanni Battista Scannaroli, arcebispo titular de Sidon. Em 1637, na congregação provincial de sua ordem realizada em Sezze, obteve o doutorado do Collegio di S. Bonaventura. Regente e professor de filosofia e lógica no convento franciscano de Aversa em 1637. Transferido para Nápoles em 1639, foi escolhido como vice-secretário do padre mestre geral da ordem, Giovanni Battista Berardicelli da Larino, a quem acompanhou em visita pastoral aos conventos do Reino de Nápoles. Depois de alguns meses, foi nomeado regente de estudos em Florença. Sucessivamente, em 1641, foi regente no Estudo de Ferrara; e em 1644, do Estudo de Bolonha, ensinando teologia. Secretário de sua ordem com o título de provincial da Irlanda em 1647; e encarregado com a missão de resolver algumas divergências com o governo da República de Veneza. Guardião do convento de Ss. XII Apostoli, Roma, em 1650. No ano seguinte, 1651, quando ia ser nomeado procurador ou vigário geral, não foi promovido por ciúmes do convento de Albano. Nomeado leitor de teologia dogmática naUniversidade La Sapienza , Roma, 1654, com o apoio do cardeal Fabio Chigi; ocupou o cargo até sua promoção ao cardinalato. Aconselhou o Papa Alexandre VII na composição da bula papal sobre a Imaculada Conceição. Em 1665 foi nomeado prefeito de estudos do Collegio Urbano de Propaganda Fide. O Papa Clemente IX pediu-lhe que combatesse o jansenismo tanto no púlpito quanto na publicação de livros; e nomeou-o consultor da SC de Indulgências e Sagradas Relíquias. O Papa Clemente X o nomeou primeiro custódio (bibliotecário) da Biblioteca do Vaticano em 1670; e consultor do SS.CC. da Visita Apostólica e dos Bispos e Regulares.
Criado cardeal sacerdote no consistório de 1º de setembro de 1681; recebeu o chapéu vermelho em 4 de setembro de 1681; e o título de S. Agostino, 22 de setembro de 1681. Bibliotecário da Santa Igreja Romana, 19 de setembro de 1681 até sua morte. Optou pelo título de Ss. XII Apostoli, 1º de dezembro de 1681. Junto com os cardeais Raimondo Capizucchi, OP, e Michelangelo Ricci, foi chamado a julgar o padre Miguel de Molinos, místico espanhol e principal representante do renascimento religioso conhecido como Quietismo. Participou do conclave de 1689, que elegeu o Papa Alexandre VIII; O rei Carlos II da Espanha apresentou o veto contra sua eleição para o papado. Participou do conclave de 1691, que elegeu o Papa Inocêncio XII. Camerlengo do Sagrado Colégio dos Cardeais, 2 de janeiro de 1693 até sua morte. Após sua promoção ao cardinalato, ele continuou vivendo em seu convento romano de Ss. XII Apostolos. Escreveu e publicou inúmeras obras.
Morreu em Roma em 30 de novembro de 1693, perto das 3 da manhã, Roma. Exposto na basílica de Ss. XII Apostoli, Roma, onde teve lugar o seu funeral a 2 de Dezembro de 1693, e sepultado, à tarde, naquela mesma igreja, conforme o seu testamento. Um busto em sua homenagem foi erguido na Piazza San Giacomo em Lauria, sua cidade natal, em dezembro de 2006.